# Purpuricenus schurmanni
Purpuricenus schurmanni är en skalbaggsart som beskrevs av Sláma 1985. Purpuricenus schurmanni ingår i släktet Purpuricenus och familjen långhorningar. Inga underarter finns listade i Catalogue of Life.